# ノウ・メスタージャ
ノウ・メスタージャ（Nou Mestalla）は、スペイン・バレンシアに建設中のサッカー専用スタジアム。
将来リーガ・エスパニョーラに所属するバレンシアCFの新ホームスタジアムで、「メスタージャ」はバレンシアを流れる川の名前に由来する。

## 概説
2006年11月に新スタジアムのデザインを発表。老朽化したエスタディオ・デ・メスタージャに代わるスタジアムであり、完成すればスペイン国内ではカンプ・ノウ、エスタディオ・サンティアゴ・ベルナベウに次ぎ3番目の規模を持つスタジアムとなる。
2007年8月に建設工事が着工し、2009年に完成予定であったが、資金難や政治的な事情が重なったこともあり、2009年2月に作業は中断された。しかしその後、バレンシアCFがダビド・ビジャやダビド・シルバなどのスター選手を放出したことで資金面での最悪の時期を脱し、2011年12月、スペイン有数の金融グループであるバンキアによる融資により工事が再開されたが、バンキアが極度の経営難により国有化された事から再び資金難に陥り、工事再開の目処は立っていなかった。2021年に入り事態は動き、ラ・リーガがCVC キャピタル・パートナーズより資金調達を受ける事になり、バレンシアも8000万ユーロの配当がもたらされる事となった。 さらに2024年、ゴールドマン・サックス社が1億8600万ユーロの負債の借り換えに応じ、ノウメスタージャ完成に向けて財政的な道筋を得た。 同年10月にはバレンシア市議会に新しいプロジェクト案が承認され、 2025年1月10日に工事が再開され、2027年7月11日までに工事が完了する予定である。工事にあたってはエスタディオ・サンティアゴ・ベルナベウの改修工事やエスタディオ・メトロポリターノの建設実績があるスペインの大手建設会社のFCCが施工主に選ばれた。